# 北海蘭斯 (紐約州)
北海蘭斯（英語：North Highlands）是位於美國紐約州帕特南縣的非建制地區。

## 地理
北海蘭斯所處的海拔為高於海平面127米（即417英呎），而該地所採用的時區為UTC-5，即北美东部时区（EST）。同時該地設有夏令時間，為UTC-5調快一小時，即UTC-4（EDT）。